# Елизавета Оранская
Елизавета Оранская-Нассау, также Елизавета-Фландрина (фр. Élisabeth d’Orange-Nassau; 26 марта 1577, Мидделбург — 3 сентября 1642, Седан) — дочь Вильгельма I Оранского, в браке — герцогиня Бульонская, в 1623—1626 годах регент независимого Седанского княжества на севере Франции.

## Биография
Елизавета была дочерью штатгальтера Нидерландов Вильгельма I Оранского и его третьей супруги, Шарлотты де Бурбон-Монпансье. После убийства её отца воспитанием Елизаветы занимается приёмная мать, Луиза де Колиньи. В 1594 году она приезжает с Елизаветой и её сестрой, Шарлоттой-Брабантиной, в Париж, с целью подыскать принцессам во Франции подходящую партию из знатных гугенотов. После того, как король Франции Генрих IV перешёл в католицизм, многие французские протестанты искали поддержки за рубежами страны. Так 15 апреля 1598 года в Гааге принцесса Елизавета выходит замуж за Анри де Ла Тур, герцога Бульонского. Через три года её сестра вступает в брак с его кузеном, Клодом де Ла-Тремойлем, герцогом де Туар.
Несмотря на значительную разницу в возрасте супругов, этот брак Елизаветы оказался удачным. После свадьбы супруги переезжают в Седан, где находилась резиденция герцогов Бульонских. Герцогиня здесь посвящает много времени занятиям музыкой. Поддерживала тесные связи со своими сёстрами, находясь в постоянной с ними переписке. С 1604 года овдовевшая Шарлотта-Брабантина живёт вместе с ней в Седане. В том же году в Седан приезжает для получения образования их племянник, будущий король Чехии Фридрих V Пфальцский, и позднее — Георг Вильгельм, будущий курфюрст Бранденбургский и супруг их племянницы Елизаветы-Шарлотты Пфальцской (1597—1660).
Во время отсутствия супруга и после его смерти Елизавета в 1623—1626 годах в качестве регента управляла Седанским княжеством. В этот период Седан — в условиях всё более усиливавшейся католической реакции во Франции — становился важным опорным пунктом протестантизма и убежищем для многочисленных беженцев-гугенотов. К величайшему разочарованию Елизаветы, её сын и наследник Фредерик-Морис Ла Тур д’Овернь женится на католичке и сам переходит в лоно этой религии. Позднее он продаёт Бульонское герцогство архиепископу Льежскому, а Седанское княжество уступает французскому королю.

## Дети
- Луиза (1596—1606)
- Мария (1600—1665), ∞ 1619 с Анри де Латремуем, герцогом де Туар (1598—1674)
- Жюльена-Катерина (1604—1637), ∞ 1627 с Франсуа де Ларошфуко, графом де Руси (1603—1680)
- Фредерик-Морис Ла Тур д’Овернь (1605—1652), герцог Буйонский
- Елизавета (1606—1685), ∞ 1619 с Ги I Альдонсом де Дюрфором, маркизом де Дюрасом и де Лоржем (1605—1665)
- Анри де Ла Тур д’Овернь (1611—1675), виконт де Тюренн, маршал Франции
- Анриетта Катерина († 1677), ∞ 1629 с Амори III Гойоном, маркизом де Ла-Муссе, графом де Кентеном (1601—1674)
- Шарлотта († 1662)